# Jasenovo (Slowakei)
Jasenovo (deutsch Käserhau oder auch Jassenhay, ungarisch Turócjeszenő – bis 1907 Jaszenová) ist eine Gemeinde in der Nord-Mitte der Slowakei mit 125 Einwohnern (Stand 31. Dezember 2024). Sie liegt im Okres Turčianske Teplice, einem Teil des Žilinský kraj und ist Teil der traditionellen Landschaft Turiec.

## Geographie
Die Gemeinde befindet sich am südwestlichen Rand des Turzbeckens am Übergang in das Žiargebirge, im Tal der Jasenica. Oberhalb des Ortes erhebt sich der 829 m n.m. hohe Berg Vyšehrad. Das Ortszentrum liegt auf einer Höhe von 520 m n.m. und ist 14 Kilometer von Turčianske Teplice sowie 29 Kilometer von Martin entfernt.
Nachbargemeinden sind Rudno im Norden und Osten, Budiš im Süden, Pravenec im Südwesten und Nitrianske Pravno im Westen.

## Geschichte
Auf dem heutigen Gemeindegebiet gab es eine Siedlung der Lausitzer Kultur. Später, im 9. Jahrhundert, stand auf dem Berg Vyšehrad eine Burgstätte des Mährerreichs.
Der heutige Ort entstand nach deutschem Recht in der zweiten Hälfte des 14. Jahrhunderts und wurde zum ersten Mal 1495 als Kenenfeld schriftlich erwähnt. Es gab in der Vergangenheit eine deutsche Besiedlung, die sich insbesondere auf den Bergbau konzentrierte. Beim Ort wurde vorwiegend Kupfer gefördert. Im 16. Jahrhundert führte durch Jasenovo der Postweg Magna via von Pressburg nach Kaschau.
Der slowakische Ortsname ist von der Bezeichnung für Eschen (slow. Sg. jaseň) abgeleitet. 1715 gab es 15 Haushalte im Ort, 1720 wurde eine Mühle erwähnt. Im 18. und 19. Jahrhundert war das Dorf Besitz des Geschlechts Prónay.
1785 hatte die Ortschaft 46 Häuser und 336 Einwohner, 1828 zählte man 38 Häuser und 337 Einwohner, die als Holzfäller und Landwirte beschäftigt waren.
Bis 1918 gehörte der im Komitat Turz liegende Ort zum Königreich Ungarn und kam danach zur Tschechoslowakei beziehungsweise heute Slowakei. Auch in der ersten tschechoslowakischen Republik blieb es bei den traditionellen Haupteinnahmequellen.

## Bevölkerung
| Jahr                | 1994 | 2004    | 2014     | 2024     |
| ------------------- | ---- | ------- | -------- | -------- |
| Anzahl der Personen | 187  | 169     | 144      | 125      |
| Unterschied         |      | −9,62 % | −14,79 % | −13,19 % |

| Jahr                | 2023 | 2024    |
| ------------------- | ---- | ------- |
| Anzahl der Personen | 126  | 125     |
| Unterschied         |      | −0,79 % |

Nach der Volkszählung 2011 wohnten in Jasenovo 153 Einwohner, davon 148 Slowaken sowie jeweils ein Pole und Tscheche. Drei Einwohner machten keine Angabe zur Ethnie.
79 Einwohner bekannten sich zur römisch-katholischen Kirche, 56 Einwohner zur Evangelischen Kirche A. B. und ein Einwohner zur evangelisch-methodistischen Kirche; drei Einwohner bekannten sich zu einer anderen Konfession. Zehn Einwohner waren konfessionslos und bei vier Einwohnern wurde die Konfession nicht ermittelt.

## Verkehr
Jasenovo liegt an der Straße 2. Ordnung 519, die auf dem Weg von Martin nach Prievidza verläuft und westlich des bebauten Gebiets den Sattel Vyšehradské sedlo überquert.